# Отеван
Отева́н (арм. Օթևան, до 4.07.2006 года — Байсз) — село в центре Арагацотнской области, Армения.
В 41 км к юго-востоку расположен города Аштарак, а в 22 км к западу расположен город Талин. В 2 км к югу расположено село Какавадзор, от которого тянется асфальтированная дорога к югу, к трассе Ереван — Гюмри. В 2 км к юго-востоку расположено село Диан, с запада расположены сёла Верин Базмаберд и Автона, но из-за гористой местности к ним из села прямой дороги нет. С северо-востока расположена наивысшая точка Армении — гора Арагац.
В селе есть руины церкви XII века и руины замка.
В марзе Арагацотн минимальную площадь пахотных земель имеет община Байсз (38,46 га, или 0,022 %).